# أغنيس أديسون
أغنيس أديسون (بالإنجليزية: Agnes Addison)‏ هي بياضاتي ‏ نيوزيلندية، ولدت في 1842 في إدنبرة في المملكة المتحدة، وتوفيت في 28 يناير 1903.